# Brachyrhaphis episcopi
 Brachyrhaphis episcopi és un peix d'aigua dolça de la família dels pecílids i de l'ordre dels ciprinodontiformes. Els mascles poden assolir fins a 3,5 cm de longitud total i les femelles fins a 5 cm. Habita en zones tranquil·les d'aigües fluents o estancades, pantans i altres zones poc profundes a Panamà a Centreamèrica.